# Fernando Alonso (Luftfahrtingenieur)
Fernando Alonso (* 11. März 1956 in Madrid) ist ein spanischer Luftfahrtingenieur und ehemaliger Leiter der Sparte Militärflugzeuge der Airbus Defence and Space. Er war als Versuchsingenieur Besatzungsmitglied der Erstflüge des A340-200 im April 1992, des A319 im August 1997, des A380 im April 2005, und des A350 XWB im Juni 2013.

## Leben
Nach dem Besuch des Atlantic College, einem der United World Colleges, studierte Fernando Alonso Luftfahrttechnik an der Polytechnischen Universität Madrid. Er begann seine berufliche Karriere 1979 in der Flugtest Abteilung bei McDonnell Douglas in Long Beach, Kalifornien. Hier erlangte er auch seine Pilotenlizenz.
1982 wechselte er zu Airbus in den Bereich Flugerprobung. Während seiner Zeit bei Airbus besuchte er 1990 die l’Ecole du Personnel Navigant d’Essais et de Réception (EPNER) und graduierte zum Flugversuchsingenieur. Im Anschluss übernahm er die Verantwortung für Flugzeugleistung („aircraft performance“) für die Flugzeuge A330, A340 und des A321. Von 1995 bis 2002, während des Testprogramms des A319, A330-200, A340-500 und des A340-600, war er für die Entwicklung der Flugsteuerung und des Flugverhaltens verantwortlich. 2002 wurde er Leiter des Bereichs Flugerprobung.
In der Folge der A400M-Pannenserie übernahm er Anfang 2015 die Spitze der Militärfliegersparte bei Airbus sowie die Leitung von Airbus Spanien. Als Alonso 2019 in den Ruhestand trat, übernahm Alberto Gutiérrez dessen Leitungsfunktionen.
Fernando Alonso ist seit 2009 Fellow der Air and Space Academy in Toulouse.